# Dubianaclia extensa
Dubianaclia extensa är en fjärilsart som beskrevs av Saalmüller 1884. Dubianaclia extensa ingår i släktet Dubianaclia och familjen björnspinnare. Inga underarter finns listade i Catalogue of Life.